# My New Time
My New Time — третій студійний альбом голландського готик-метал гурту Autumn.

## Трек-лист
1. «Satellites» — 4:32
2. «Closest Friends Conspire» — 3:49
3. «Blue Wine» — 4:28
4. «Angel of Desire» — 4:38
5. «My New Time» — 3:47
6. «Communication on Opium» — 4:39
7. «Twisted and Turned» — 4:18
8. «Shadowmancer» — 4:02
9. «Forget to Remember (Sunday Mornings)» — 4:41
10. «State of Mind» — 5:26
11. «Epilogue (What's Done Is Done)» — 4:05

## Відео
Гурт зняв кліп на пісню «Satellites» під керівництвом голландської продакшн-компанії Wudenshu.

## Чарти
| Чарт (2007)                          | Пікова позиція |
| ------------------------------------ | -------------- |
| Нідерланди Dutch Albums (MegaCharts) | 72             |